# وزغچه پشت‌سرخ
وزغچه پشت‌سرخ (نام علمی: Pseudophryne coriacea) نام یک گونه از تیره قورباغه‌های زمینی استرالیا است.